# Akira Nishino
Pour l’article homonyme, voir Akira Nishino (homme politique).
Akira Nishino (西野 朗, Nishino Akira), né le 7 avril 1955 dans la Préfecture de Saitama au Japon, est un footballeur international japonais devenu par la suite entraîneur.

## Biographie

### Carrière de joueur
Akira Nishino étudie à l'Université Waseda au sein du département d'éducation de 1975 à 1981.
Il reçoit 12 sélections en équipe du Japon entre 1977 et 1978, inscrivant un but. 
Il dispute 143 matchs en première division japonaise, inscrivant 29 buts. Il réalise sa meilleure performance lors de la saison 1985-1986, où il inscrit 12 buts. Il se classe avec l'équipe d'Hitachi Kodaira, troisième du championnat du Japon en 1979.

### Carrière d'entraîneur
Il dirige la sélection japonaise lors des Jeux olympiques d'été de 1996 organisés à Atlanta.
Il est ensuite entraîneur du Kashiwa Reysol pendant quatre ans, de 1998 à 2002. Avec cette équipe, il se classe à deux reprises à la troisième place de la J-League, en 1999 puis en 2000, et remporte la Coupe de la Ligue en 1999.
Il dirige ensuite les joueurs du Gamba Osaka pendant une dizaine de saisons. Avec cette équipe, il remporte de nombreux titres, avec notamment une Ligue des champions d'Asie en 2008, un titre de champion du Japon en 2005, et deux Coupes du Japon.
Il officie comme sélectionneur de l'équipe du Japon lors de la Coupe du monde 2018 organisée en Russie. Les japonais s'inclinent en huitièmes de finale face à la Belgique.

## Palmarès d'entraîneur
- Vainqueur de la Ligue des champions d'Asie en 2008 avec le Gamba Osaka
- Champion du Japon en 2005 avec le Gamba Osaka
- Vice-champion du Japon en 2010 avec le Gamba Osaka
- Vainqueur de la Coupe du Japon en 2008 et 2009 avec le Gamba Osaka
- Finaliste de la Coupe du Japon en 2006 avec le Gamba Osaka
- Vainqueur de la Coupe de la Ligue japonaise en 1999 avec le Kashiwa Reysol et en 2007 avec le Gamba Osaka
- Finaliste de la Coupe de la Ligue japonaise en 2005 avec le Gamba Osaka
- Vainqueur de la Supercoupe du Japon en 2007 avec le Gamba Osaka
- Vainqueur de la Supercoupe du Japon en 2006, 2009 et 2010 avec le Gamba Osaka
- Finaliste de la Coupe Suruga Bank en 2008 avec le Gamba Osaka